# Gressoney-Saint-Jean
Gressoney-Saint-Jean (walserdeutsch Greschòney zer Chilchu) ist eine italienische Gemeinde, die in der Region Aostatal liegt und Träger der Bandiera Arancione des TCI ist.

## Daten und Lage
Die Gemeinde zählt 760 Einwohner (Stand 31. Dezember 2023).
Sie besteht aus den Ortsteilen (ital. frazioni, frz. hameaux) Bieltschòcke, Bode, Chaschtal, Dresal, Loomatto (Loomatten), Méttelteil (Mittelteil), Mettie, Noversch, Òbre Biel, Òbre Champsil, Òbro Verdebio, Ònderteil (Unterteil), Òndre Biel, Òndre Champsil, Òndro Verdebio, Perletoa, Predeloasch, Stobene, Trentostäg, Tschemenoal (Chemonal), Tschoarde, Tschossil und Woald.
Gressoney-Saint-Jean liegt im Lystal und gehört der Union der Aostataler Walsergemeinden an. Die Nachbargemeinden sind Ayas, Brusson, Gaby, Gressoney-La-Trinité, Rassa (VC) und Riva Valdobbia (VC).

## Sprache und Geschichte
Die Bevölkerung ist walserisch; besonders die älteren Generationen sind noch heute deutschsprachig. Auf Walserdeutsch teilt man das Gemeindeterritorium in Mittelteil und Underteil; das Dorfzentrum um die Kirche wird Platz oder Zer Chilchu genannt.

## Sehenswürdigkeiten
Das Schloss Savoyen wurde auf Veranlassung der Königin Margarethe von Savoyen als Sommerresidenz am Ende des 19. Jahrhunderts erbaut. Beim Schloss gibt es einen alpinen botanischen Garten.

## Persönlichkeiten
- Johann Nikolaus Vincent (* 1785 in Gressoney-Saint-Jean; † 1865 in Konstanz), Erstbesteiger der nach ihm benannten Vincent-Pyramide, 1820 bestieg er auch erstmals mit seinem Bruder Joseph Vincent, Joseph Zumstein (aus dem Geschlecht der Zumstein aus Gressoney), Molinatti und Castel sowie Trägern die Zumsteinspitze. Er war  Besitzer der Goldminen in Alagna Valsesia, Seidenhändler und Kunstsammler. Seine einmalige Sammlung vor allem von Glasgemälden wurde 1891/93 durch das Auktionshaus Heberle versteigert.